# Contra (escritor)

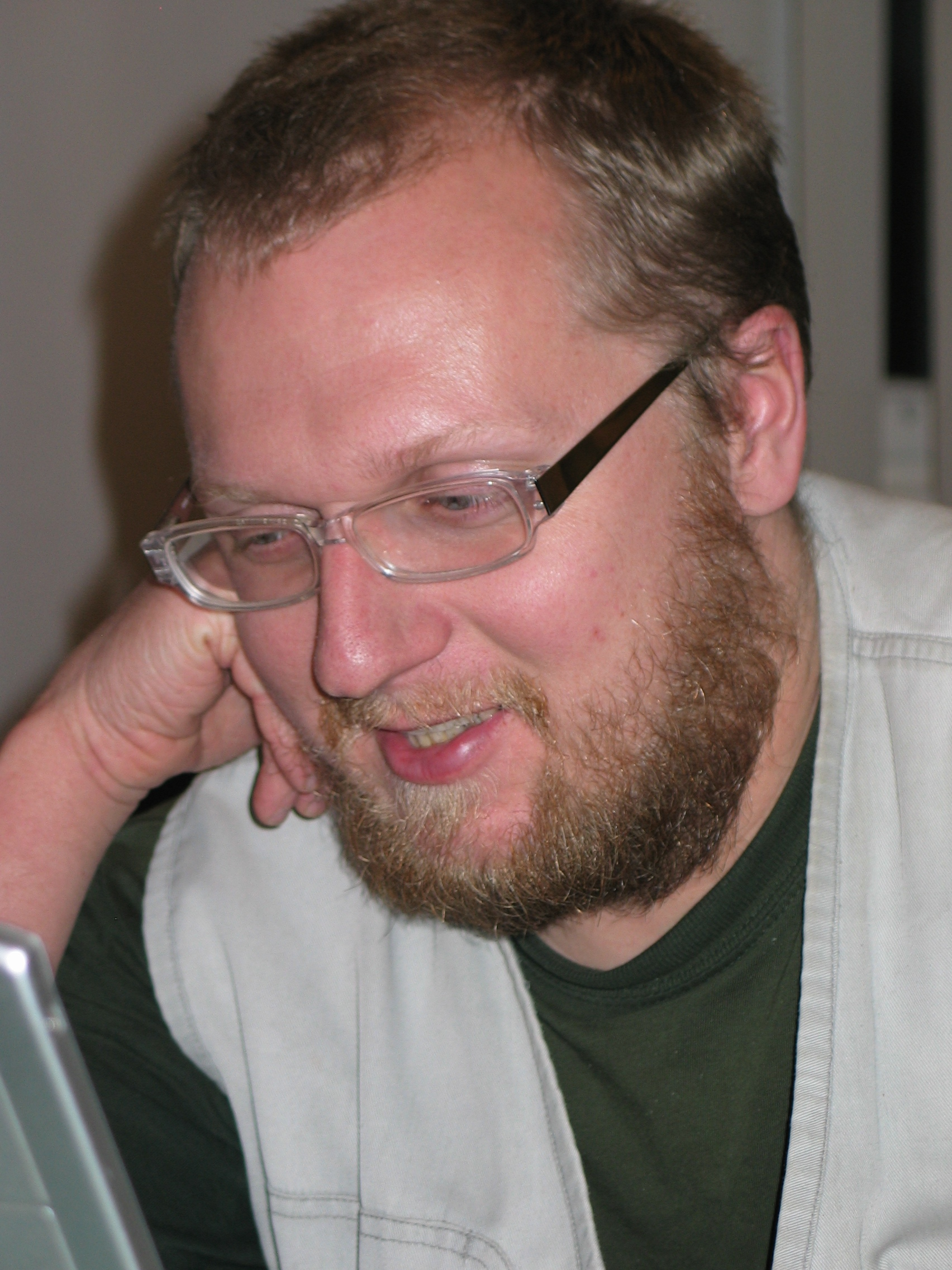
Contra (2006)

Contra (nome verdadeiro Margus Konnula; nascido a 22 de março de 1974 em Urvaste, condado de Võru) é um poeta e tradutor estoniano.
Depois de 1994 ele trabalhou como carteiro. De 1996 a 1999 ele foi o administrador da Urvaste. Após este trabalho, ele tornou-se num escritor e roteirista freelancer. De 2004 a 2008, foi editor do jornal local da freguesia de Urvaste.
Ele ganhou vários prémios relacionados à Estónia e também a outros países. Por exemplo, em 2017, ele recebeu o Prémio Literário Eduards Veidenbaums. Em 2019, ele recebeu a Cruz de Reconhecimento da Letónia (V classe).